# Online-Vertrag
Als Online-Vertrag (Internet-Vertrag, Web-Vertrag) bezeichnet man Verträge, die, im Gegensatz zum gewohnten Weg, über das Internet abgeschlossen werden. Bei Mobilfunk- und anderen Verträgen erfolgt dann auch die monatliche Rechnungsstellung auf elektronischem Weg. Für das Unternehmen fallen dadurch unter anderem geringere Service-Kosten an, da z. B. ein Anspruch auf Service in Filialen vor Ort ausgeschlossen werden kann. Denn entscheidend für den Serviceweg ist der Distributionsweg.